# Comala
Comala é um município do estado de Colima, no México.
A aldeia fantasma onde Juan Rulfo situou o seu célebre romance Pedro Páramo existe. "Vim a Comala porque me disseram que aqui vivia o meu pai, um tal de Pedro Páramo".  É um município rodeado de bosques no pequeno Estado de Colima, a uns 160 quilómetros a sul de Guadalajara.